# Chair de poule
Pour les articles homonymes, voir Chair de poule (homonymie).

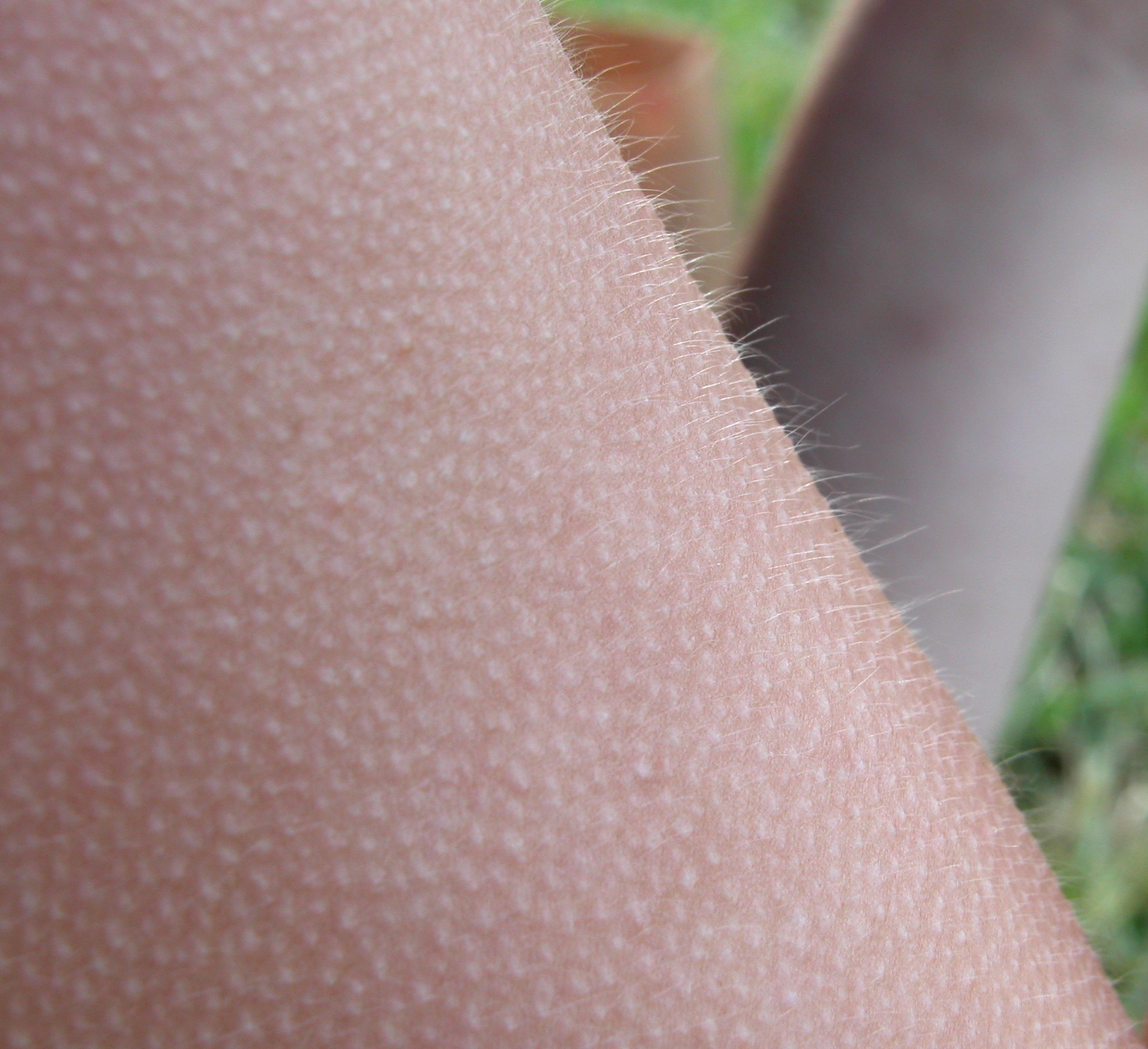
Chair de poule sur un humain.

1) épiderme 2) Muscle érecteur du poil 3) Follicule pileux 4) Derme Schéma montrant la mécanique qui permet aux poils de se dresser, généralement en lien avec l'apparition d'une « chair de poule ».

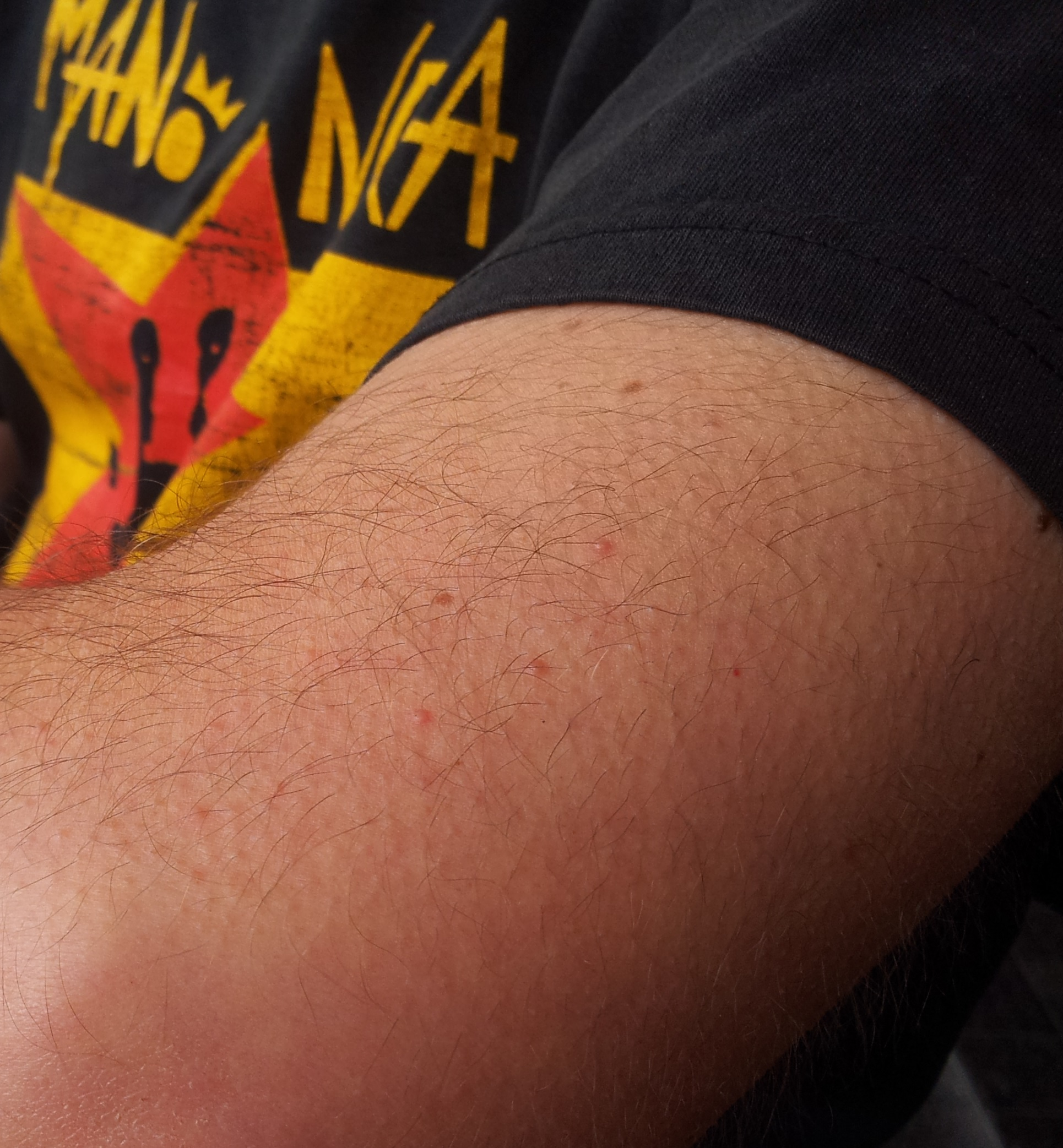
Piloérection modérée.

La chair de poule ou piloérection, réflexe pilo-moteur ou encore horripilation est une réaction de l'organisme face à certaines situations comme le froid, la peur, et certains états de jouissance. C'est un mécanisme réflexe entraînant la contraction des muscles érecteurs (muscles horripilateurs) reliant les poils à la peau, ce qui a pour effet de dresser les poils à la surface d'une partie du corps et, chez certains, de créer ainsi une fine couche d'air isolante.
Cette couche transmet la chaleur à l'extérieur par conduction, et l'air étant un bon isolant thermique, elle constitue une couche isolante d'autant plus efficace qu'elle est épaisse.
Tout comme le frissonnement, il permet de se défendre contre les pertes de chaleur et de conserver constante la température interne corporelle. Toutefois, chez l'homme, la diminution de la pilosité durant l'évolution a rendu ce mécanisme peu efficace, peu d'air étant effectivement conservé par les poils.

## Mécanisme biologique
Les muscles horripilateurs sont des muscles lisses sous contrôle du système nerveux autonome sympathique. Dans les situations précédemment citées, les centres nerveux supérieurs envoient des signaux vers les motoneurones des cornes latérales des sections médullaires T1 à L2 de la moelle spinale.
Ces motoneurones préganglionnaires font synapse avec un deuxième motoneurone ganglionnaire dans un ganglion paravertébral de la chaine sympathique, soit au même niveau ou à un niveau différent. La synapse peut également se réaliser plus loin dans un ganglion sympathique prévertébral (aussi appelé ganglion collatéral). Finalement la neurofibre ganglionnaire ira agir sur sa cible musculaire (muscles horripilateurs) via un neurotransmetteur, ce dernier répondra par une contraction, dressant les poils à la surface du corps.